# Aphodius palmetincolus
Aphodius palmetincolus es una especie de coleóptero de la familia Scarabaeidae.

## Distribución geográfica
Habita en el paleártico: Oriente Próximo, el Magreb y las Canarias.